# Абсолютний тиск
Абсолю́тний тиск — це істинний тиск суцільних мас (рідин, пари і газів), відлічений від абсолютного нуля тиску або абсолютного вакууму. 
Абсолютний нуль тиску макроскопічних об'ємів речовини практично недосяжний, оскільки будь-яке тверде тіло (вакуумна посудина) утворює пари; космічний простір також не є абсолютною порожнечею, позбавленою речовини, оскільки містить водень у кількості декількох молекул на кубічний сантиметр. Розрізняють також надлишковий або манометричний (приладовий) тиск і тиск навколишнього середовища (у земних умовах — атмосферний тиск). Надлишковий тиск є різницею абсолютного тиску і тиску навколишнього середовища. . Ця різниця може бути як позитивною, так і негативною. У останньому випадку її називають розрідженням або вакуумом, а надлишковий тиск — залишковим. Вимір абсолютного тиску в земних умовах пов'язаний з певними труднощами. Практично вимірюють атмосферний тиск приладами барометричного типу, надлишковий тиск — приладами манометричного типу, а абсолютний тиск обчислюють за формулою:
{\displaystyle p_{a}=p_{0}+p_{m}},
де: {\displaystyle p_{a}} — абсолютний тиск, {\displaystyle p_{0}} — атмосферний (барометричний) тиск, {\displaystyle p_{m}} — надлишковий (манометричний) тиск.
У наближених технічних розрахунках замість реального атмосферного тиску використовують його величину, виміряну на рівні моря.
У рівняння термодинаміки, газових законів, входять тільки абсолютні тиски {\displaystyle (p_{a})}, надлишковий тиск не є також параметром термодинамічної системи. , 